# Xã Fraser, Michigan
Xã Fraser (tiếng Anh: Fraser Township) là một xã thuộc quận Bay, tiểu bang Michigan, Hoa Kỳ. Năm 2010, dân số của xã này là 3.192 người.